# Roger Audren de Kerdrel
Roger-Casimir-Marie Audren de Kerdrel, né à Vannes le 28 février 1841 et mort à Saint-Gravé le 27 juin 1929, est un officier général et homme politique français.

## Biographie

### Famille
Roger Audren de Kerdrel est le fils de Paul Vincent Audren de Kerdrel et de Pauline de La Boëssière. Il épouse Madeleine Marie de Vassinhac d'Imécourt.

### Formation
Roger Audren de Kerdrel entre à l'École spéciale militaire de Saint-Cyr en 1860 et en sort sous-lieutenant deux ans plus tard.

### Carrière militaire
Il assiste de 1865 à 1868 à la campagne d'Algérie avec le grade de lieutenant, lui valant la médaille coloniale. Capitaine en 1868, il prend part à la guerre franco-allemande de 1870 et fait prisonnier jusqu'à l'armistice de 1871. Il est promu successivement chef d'escadron (1880), lieutenant-colonel (1888), colonel (1892) et général de brigade (1897).

### Carrière politique
Retiré à Saint-Gravé, il est élu maire (à la suite de François Houix), conseiller général du Morbihan, puis sénateur en 1909, en remplacement du sénateur inamovible Eugène Goüin, décédé. Il est remplacé au renouvellement partiel du 11 janvier 1920 par Alfred Brard.

### Activité associative
- Au début du XXe siècle, il est membre de l'Association antimaçonnique de France dont il est élu président avant 1914[2].
- En 1912, il est président de La Bretagne, société d'assistance et de charité[3].

## Distinctions
- Commandeur de la Légion d'honneur[4]
- Médaille coloniale avec agrafe "Algérie"
- Chevalier de l'Ordre de Sainte-Anne

## Pour approfondir